# Коломенка (приток Ситни)
Коломенка — река в России, протекает в Порховском районе Псковской области. Река вытекает из болота к западу от деревни Радилово. Течёт преимущественно на восток. Устье реки находится в 27 км по правому берегу реки Ситня. Длина реки составляет 24 км, площадь водосборного бассейна 150 км².
На берегу реки стоят деревни Павской волости: Коломенка, Бахуни, Краснодубье, Коломно и Залужье.

## Данные водного реестра
По данным государственного водного реестра России относится к Балтийскому бассейновому округу, водохозяйственный участок реки — Шелонь, речной подбассейн реки — Волхов. Относится к речному бассейну реки Нева (включая бассейны рек Онежского и Ладожского озера).
По данным геоинформационной системы водохозяйственного районирования территории РФ, подготовленной Федеральным агентством водных ресурсов:
- Код водного объекта в государственном водном реестре — 01040200412102000024793
- Код по гидрологической изученности (ГИ) — 102002479
- Код бассейна — 01.04.02.004
- Номер тома по ГИ — 2
- Выпуск по ГИ — 0